# Serpocaulon ptilorhizon
Serpocaulon ptilorhizon är en stensöteväxtart som först beskrevs av Hermann Christ och fick sitt nu gällande namn av Alan Reid Smith. Serpocaulon ptilorhizon ingår i släktet Serpocaulon och familjen Polypodiaceae. Inga underarter finns listade.